# Bray-Dunes
Bray-Dunes (Frans-Vlaams: Bray-Duunen), is een badplaats aan de Duinenkust van Frans-Vlaanderen. Het ligt aan de Noordzee en is de noordelijkste gemeente van Frankrijk, tegen de schreve, de grens tussen Frankrijk en België, aan. De gemeente telde 4.284 inwoners op 1 januari 2022.

## Geschiedenis
Bray-Dunes werd in de 19e eeuw door de Duinkerkse reder Alphonse Bray gesticht als een tehuis voor oudere zeelieden. Van 1875-1880 werd de Église Notre-Dame des Dunes gebouwd. Er kwam een compleet dorpje tot stand dat door Bray aan de Franse staat werd geschonken. Bray-Dunes was oorspronkelijk een gehucht van Gijvelde tot het in 1883 een zelfstandige gemeente werd. Later werden er door een maatschappij uit Roubaix en Tourcoing ook villa's gebouwd, waarvan er ongeveer 800 aanwezig zijn. In 1927 werd de parochie Bray-Dunes-plage gesticht. De Heilig Hartkerk (Sacré-Coeur) werd na de Tweede Wereldoorlog gebouwd.

## Bezienswaardigheden
- De gemeente heeft twee kerken. In het dorp zelf staat de grote Onze-Lieve-Vrouw ter Duinenkerk (Église Notre-Dame Des Dunes), opgericht door Bray, en na de Tweede Wereldoorlog gerestaureerd. In de strandwijk staat een kleinere kerk, de Heilig Hartkerk (Église Sacré-Coeur).
- Opvallend is het grote aantal overblijfselen uit de Tweede Wereldoorlog, voornamelijk bunkers, op het Franse deel van het strand tussen Bray-Dunes en De Panne. Op de gemeentelijke begraafplaats van Bray-Dunes bevinden zich acht graven van gesneuvelde Britten uit de Tweede Wereldoorlog.
- In 2005 werd de nieuwe grenspaal tussen België en Frankrijk onthuld door burgemeester van De Panne Willy Vanheste en burgemeester van Bray-Dunes Claude Marteel. De oorspronkelijke grenspaal werd al in 1819 opgericht.

## Natuur en landschap
Bray-Dunes ligt aan de Noordzee en is de meest noordelijke gemeente van Frankrijk. Tussen Bray-Dunes en de West-Vlaamse buurgemeente De Panne bevindt zich een ongerept duingebied, het natuurreservaat Dune du Perroquet, van 565 ha, aansluitend aan het Belgische Natuurreservaat De Westhoek. Tussen Bray-Dunes en Zuidkote vindt men het natuurreservaat Dune Marchand. Het brede zandstrand is een belangrijke toeristische trekpleister van het plaatsje. De hoogte bedraagt 0-29 meter, het laatste vanwege de duinen.

## Geografie
De oppervlakte van Bray-Dunes bedroeg op 1 januari 2022 8,57 vierkante kilometer; de bevolkingsdichtheid was toen 499,9 inwoners per km².

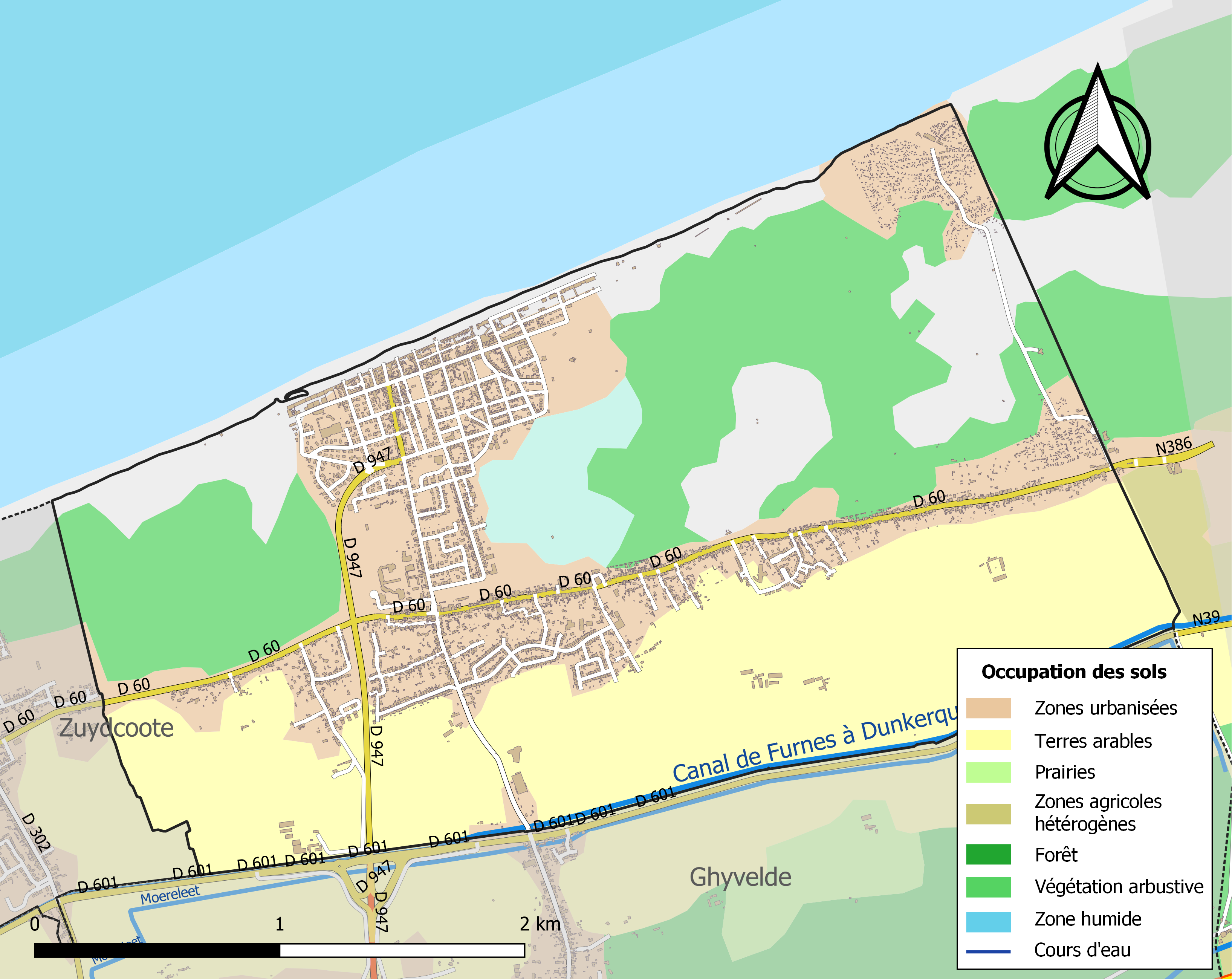
Kaart van de gemeente met belangrijkste infrastructuur, bodemgebruik en omliggende gemeenten

## Verkeer
De gemeente heeft via de weg, zowel via de A16 of E40 als de N1, langs het Kanaal Nieuwpoort-Duinkerke, een vlotte verbinding met de buursteden.
Er is geen spoorverbinding meer met Duinkerke of met de buurgemeente De Panne. De grensoverschrijdende spoorverbinding, die tot in Duinkerke ging, wordt sinds 1992 niet meer gebruikt en de Vlaamse kusttram rijdt niet naar Frankrijk door. In de jaren vijftig werd deze spoorlijn gesloten. Er zijn wel plannen om via het bestaande spoor een lightrail- of tramverbinding te maken tussen Duinkerke en De Panne, via Adinkerke. In de gemeente bevindt zich het in 1992 gesloten spoorwegstation Bray-Dunes. In de jaren '30 wilde men de Kusttram al doortrekken, maar het kwam er niet van. Nu is er het Neptunusplan, maar ook dat heeft geen resultaat. Tussen 1903 en 1929 had Bray-Dunes nog een andere spoorverbinding; een lokaallijn van Hondschoote tot het strand. Deze stak de gewone spoorlijn dwars over. Het stationsgebouw nabij het strand is nu in gebruik als toerismekantoor.
Wel is er een busverbinding van Adinkerke richting Duinkerke die ook Bray-Dunes aandoet.

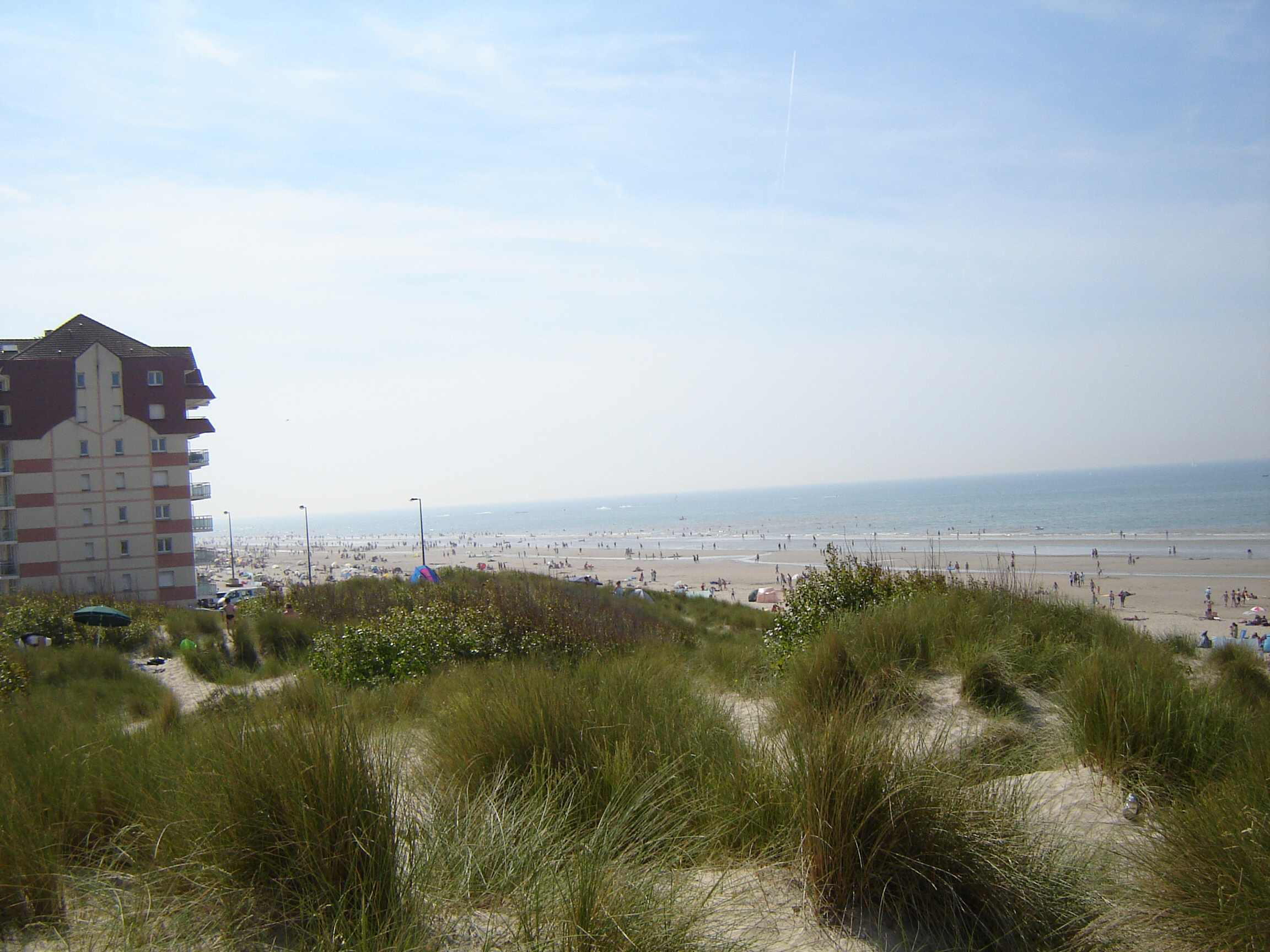
Bray-Dunes met het strand
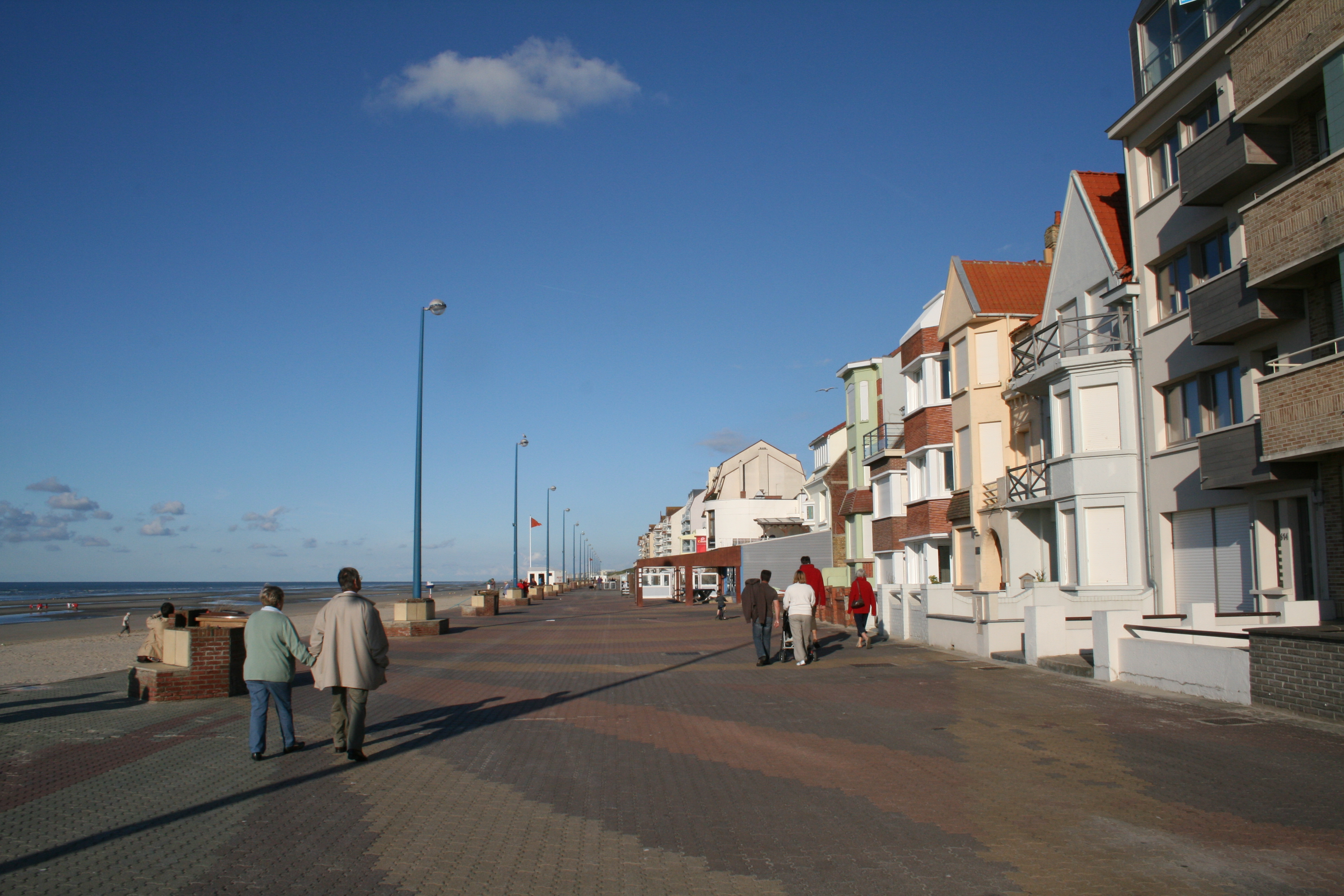
Zeedijk
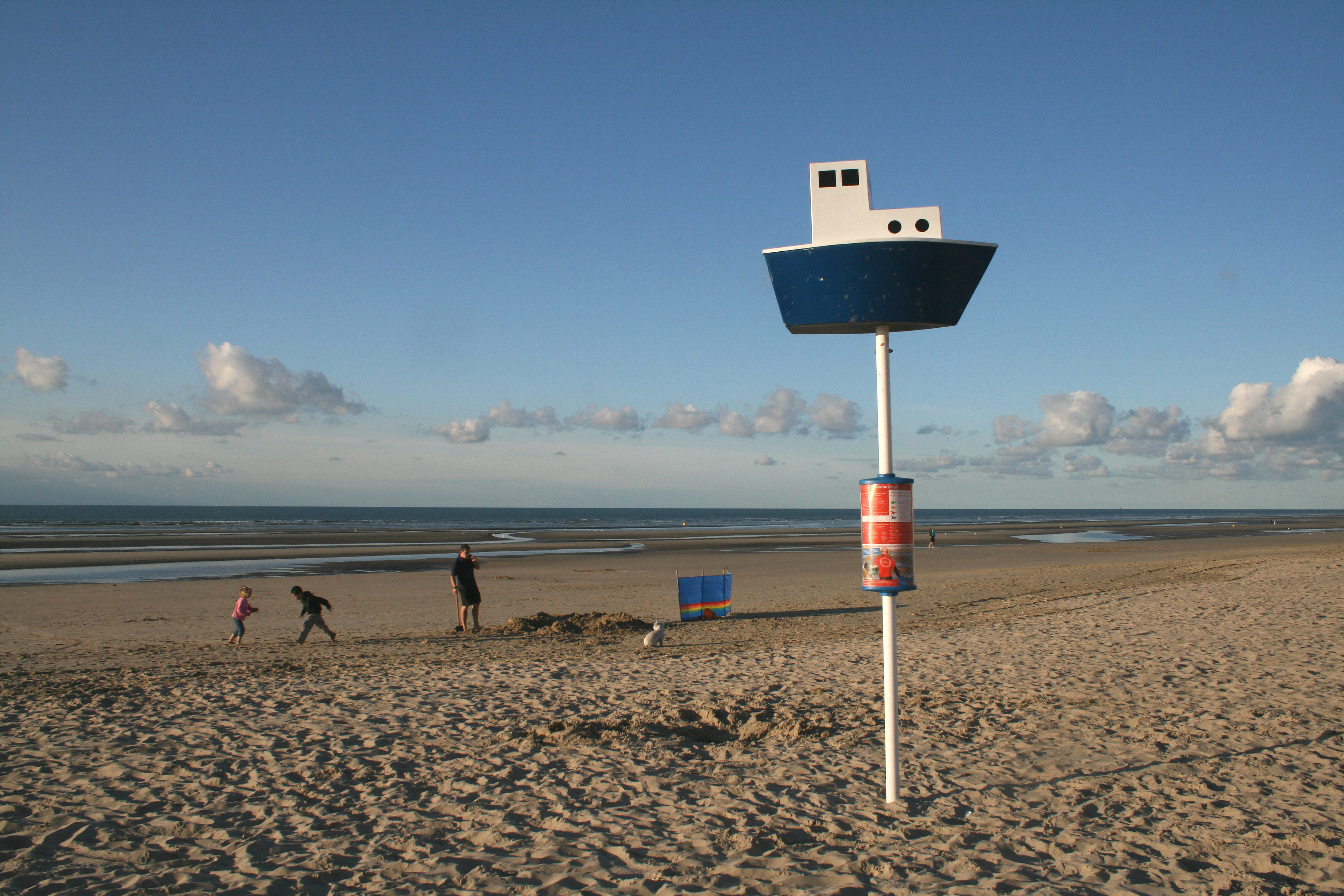
Boot tussen de wolken

## Demografie
Onderstaande figuur toont het verloop van het inwonertal, bron: INSEE-tellingen.

## Partnersteden
- De Panne (België) sinds 2017.

## Nabijgelegen kernen
De Panne, Adinkerke, Zuidkote, Gijvelde
Bray-Dunes · Duinkerke (deels) · Gijvelde · Leffrinkhoeke · Zuidkote
Armboutskappel · Arneke · Bambeke · Bavinkhove · Belle · Berten · Bieren · Bissezele · Blaringem · Boeschepe · Boezegem · Bollezele · Borre · Bray-Dunes · Broekburg · Broekkerke · Broksele · Buisscheure · Drinkam · Duinkerke · Ebblingem · Eke · Ekelsbeke · Eringem · Gijvelde · Godewaarsvelde · La Gorgue · Grand-Fort-Philippe · Grevelingen · Groot-Sinten · Hardefoort · Haverskerke · Hazebroek · Herzele · Holke · Hondegem · Hondschote · Hooimille · Houtkerke · Kaaster · Kapelle · Kapellebroek · Kassel · Killem · Kraaiwijk · Krochte · Kwaadieper · Lederzele · Ledringem · Leffrinkhoeke · Linde · Loberge · Loon · Meregem · Merkegem · Merris · Meteren · Millam · Moerbeke · Niepkerke · Nieuw-Berkijn · Nieuw-Koudekerke · Nieuwerleet · Noordpene · Ochtezele · Okselare · Oostkappel · Oud-Berkijn · Oudezele · Pitgam · Pradeels · Rekspoede · Rubroek · Ruisscheure · Sint-Janskappel · Sint-Joris · Sint-Mariakappel · Sint-Momelijn · Sint-Pietersbroek · Sint-Silvesterkappel · Sint-Winoksbergen · Soks · Spijker · Stapel · Steenbeke · Steenvoorde · Steenwerk · Stegers · Stene · Strazele · Terdegem · Téteghem-Coudekerque-Village · Tienen · Uksem · Vleteren · Volkerinkhove · Waalskappel · Warrem · Waten · Wemaarskappel · Westkappel · Wilder · Winnezele · Wormhout · Wulverdinge · Zegerskappel · Zerkel · Zermezele · Zoeterstee · Zuidkote · Zuidpene